# Високівське сільське поселення (Зирянський район)
Висо́ківське сільське поселення (рос. Высоковское сельское поселение) — сільське поселення у складі Зирянського району Томської області Росії.
Адміністративний центр — село Високе.
Населення сільського поселення становить 910 осіб (2019; 1010 у 2010, 1409 у 2002).

## Склад
До складу сільського поселення входять:
| Населений пункт   | Населення, осіб (2002) | Населення, осіб (2010) |
| ----------------- | ---------------------- | ---------------------- |
| Біловодовка, село | 482                    | 279                    |
| Високе, село      | 543                    | 482                    |
| Тавли, село       | 71                     | 21                     |
| Шиняєво, село     | 313                    | 218                    |